# Rhopalosomatidae
Los ropalosomátidos (Rhopalosomatidae) son una familia de himenópteros apócritos de la superfamilia Vespoidea. Contiene 37 especies vivientes en cuatro  géneros. Se conocen además tres géneros fósiles. Esta familia de avispas se distribuye en el trópico y subtrópico de América (incluidas las Antillas), África (incluida Madagascar), sudeste de Asia y Australia.

## Características
A menudo son de color amarillo leonado con marcas castañas. Pero también hay especies negras con marcas blancas, rojas o  amarillas. Pueden tener alas grandes, completas (macrópteros) como en los géneros  Rhopalosoma, Paniscomima y Liosphex o ser de alas cortas (braquípteros) o sin alas (ápteros) como en el género Olixon. Los que tienen alas grandes las pueden tener entre 4,2 y 17 mm de largo. El dimorfismo sexual es ligero excepto en el tamaño ya que las hembras generalmente son mayores que los machos y es frecuente  encontrar que sean hasta más del doble en su longitud.

## Historia natural
Se conoce muy poco sobre estos insectos. Cuando se han encontrado larvas, estas eran parásitos externos (ectoparasitos) de grillos. Dado que los grillos son nocturnos y por los grandes ojos y ocelos que suelen tener estas avispas se supone que también ellas sean nocturnas. Se han visto individuos de Rhopalosoma volar en grupos de hasta 10 al anochecer. Se ha visto correr por la arena estéril a individuos de Olixon banksii. El hábitat suele describirse como de vegetación arbustiva densa y húmeda como la de márgenes de ríos o costas marinas.

### Reproducción

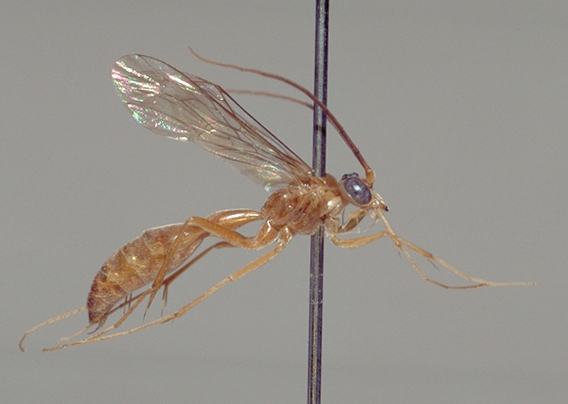
Rhopalosoma sp.

Se sabe muy poco sobre los aspectos reproductivos de este grupo. Las larvas de Rhopalosoma nearticum fueron descritas por Gurney en 1953. Cuando se han encontrado larvas en este grupo han sido ectoparásitas de grillos. Lateralmente, en el abdomen del grillo la larva forma una estructura en forma de saco y se alimenta del grillo perforándolo desde el extremo posterior. Al madurar, la larva se desprende, y en el suelo se entierra y forma un capullo parduzco.

## Géneros
- Olixon Cameron, 1887 (8 especies en África, América del Norte y del Sur así como en Australia y la India). Podría no pertenecer a la familia.[2] (o Subfamilia Olixoninae[3])
- Rhopalosoma Cresson, 1865 (17 especies en las Antillas y América del Norte y del Sur)
- Paniscomima Enderlein, 1904 (10 especies en África y sudeate de Asia). Este género podría resultar parafilético con Rhopalosoma.[2]
- Liosphex Townes, 1977 (2 especies en América del Norte y sudeate de Asia)

### Extintos
- †Mesorhopalosoma Darling, 1990 (Formación Santana Cretácico Inferior,  Ceará, Brasil)
- †Propalosoma
- †Eorhopalosoma Michael S. Engel , 2008[3]